# Rogelio Farías
Rogelio Farías Salvador (Santiago del Cile, 13 agosto 1949 – Santiago del Cile, 7 aprile 1995) è stato un calciatore cileno, di ruolo centrocampista.

## Carriera
Con la Nazionale cilena ha preso parte ai Mondiali 1974.